# Tétralogiques (revue)
 (août 2024).
Il peut être nécessaire de l'améliorer pour respecter le principe de neutralité de point de vue. Veuillez consulter la page de discussion pour plus de détails.

 (août 2024).
La mise en forme du texte ne suit pas les recommandations de Wikipédia : il faut le « wikifier ».
Les points d'amélioration suivants sont les cas les plus fréquents. Le détail des points à revoir est peut-être précisé sur la page de discussion.
- Les titres sont pré-formatés par le logiciel. Ils ne sont ni en capitales, ni en gras.
- Le texte ne doit pas être écrit en capitales (les noms de famille non plus), ni en gras, ni en italique, ni en « petit »…
- Le gras n'est utilisé que pour surligner le titre de l'article dans l'introduction, une seule fois.
- L'italique est rarement utilisé : mots en langue étrangère, titres d'œuvres, noms de bateaux, etc.
- Les citations ne sont pas en italique mais en corps de texte normal. Elles sont entourées par des guillemets français : « et ».
- Les listes à puces sont à éviter, des paragraphes rédigés étant largement préférés. Les tableaux sont à réserver à la présentation de données structurées (résultats, etc.).
- Les appels de note de bas de page (petits chiffres en exposant, introduits par l'outil «  Source ») sont à placer entre la fin de phrase et le point final[comme ça].
- Les liens internes (vers d'autres articles de Wikipédia) sont à choisir avec parcimonie. Créez des liens vers des articles approfondissant le sujet. Les termes génériques sans rapport avec le sujet sont à éviter, ainsi que les répétitions de liens vers un même terme.
- Les liens externes sont à placer uniquement dans une section « Liens externes », à la fin de l'article. Ces liens sont à choisir avec parcimonie suivant les règles définies. Si un lien sert de source à l'article, son insertion dans le texte est à faire par les notes de bas de page.
- La présentation des références doit suivre les conventions bibliographiques. Il est recommandé d'utiliser les modèles {{Ouvrage}}, {{Chapitre}}, {{Article}}, {{Lien web}} et/ou {{Bibliographie}}. Le mode d'édition visuel peut mettre en forme automatiquement les références.
- Insérer une infobox (cadre d'informations à droite) n'est pas obligatoire pour parachever la mise en page.

Pour une aide détaillée, merci de consulter Aide:Wikification.
Si vous pensez que ces points ont été résolus, vous pouvez retirer ce bandeau et améliorer la mise en forme d'un autre article.
Pour les articles homonymes, voir Tétralogie.
Tétralogiques est une revue de Sciences humaines dont le premier numéro est paru en 1984.
Éditée initialement par les Presses Universitaires de Rennes  (ISSN 0755-8953), elle est publiée sous forme exclusivement numérique et en accès libre depuis 2015  (ISSN 2726-6761).
La revue est soutenue par le Laboratoire Interdisciplinaire de Recherche en Innovations Sociétales (LiRIS EA 7481, Université Rennes 2), l’ADAM (Association pour le développement de l'anthropologie médiationniste) et le pôle éditorial de la Maison des Sciences de l’homme de Bretagne (MSHB).

## Directeurs de publication et d’édition
Elle fut fondée et dirigée par Jean Gagnepain (1984-1994). Jean-Yves Urien (1995-2002), Jean-Claude Quentel (2003-2013) et Patrice Gaborieau (2013-2020) en ont été les directeurs successifs. Elle a aujourd’hui pour directeur de publication Jean-Yves Dartiguenave et Laurence Beaud en est la rédactrice en chef.

## Périodicité
Sa périodicité est annuelle, complétée par la publication au fil de l’eau d’actualités et de documents d’éclairages.

## Origine du titre et thématiques
Le titre de la revue est un composé grec formé du préfixe τετρα- (tétra-) qui signifie quatre et d’un terme dérivé de λόγος / lógos (logos) signifiant à la fois « raison », « langage » et « raisonnement ».
La revue est héritière d’un modèle d’anthropologie clinique élaboré par Jean Gagnepain, linguiste de formation, en association avec Olivier Sabouraud, neurologue. Ce modèle est aussi connu sous le nom de Théorie de la médiation. Les recherches sur les troubles du langage que ces professeurs ont initiées au début des années 1960 à l’Université de Rennes les ont conduits à formuler l’hypothèse que le comportement humain résultait de l’interaction de quatre capacités, soit quatre logiques ou quatre registres de rationalité dissociables :
1. la grammaticalité ou le « signe », qui fonde le langage au sens de production et compréhension de messages linguistiques ;
2. la socialité ou la « Personne », qui fonde le soi et l’autre, dans un rapport d’altérité et de communication ;
3. l’éthique ou la « norme », qui réglemente l’habilitation du désir ;
4. la technique ou l’« outil » qui médiatise l’activité et produit de l’art.

Si le langage constitue un thème central de la revue, « le propos – que traduit le titre de tétra/logiques – y démontre la nécessité où l’on est pour l’expliquer de dissocier de la logique qui le spécifie ces Raisons plus générales dont il procède : la société qui le fait langue, l’art qui le fait écriture, le désir qui le fait discours. Nouvelle "quadrature" que projettent les recherches présentées » (Quatrième de couverture).
La revue poursuit l’investigation, "indisciplinée" (selon le terme choisi par son fondateur) et complexe pour un lectorat non averti, de ces registres, dans une démarche clinique ou non. Les textes qui y sont publiés sont des analyses appliquées à de multiples champs et en dialogue avec l’ensemble des sciences, naturelles, humaines et sociales.